# جورج هنري وليامز
جورج هنري ويليامز (بالإنجليزية: George Henry Williams)‏ (26 مارس 1823 - 4 أبريل 1910) هو قاضي وسياسي أمريكي. شغل منصب رئيس المحكمة العليا في ولاية أوريغون، وكان النائب العام الثاني والثلاثين للولايات المتحدة، وانتخب في مجلس الشيوخ الأمريكي عن ولاية أوريغون وخدم فترة واحدة. وقد قام السناتور ويليامز بوضع تشريع يسمح بنشر الجيش في الولايات الجنوبية زمن إعادة الإعمار للسماح بتنظيم عملية إعادة إدخالها إلى الاتحاد. وكان وليامز أول عضو في مجلس الوزراء يتم تعيينه من ولايات الساحل الغربي. تولى ويليامز منصب النائب العام في عهد الرئيس يوليسيس غرانت، وجاهد في ملاحقة جماعة كو كلوكس كلان قضائيا. كان عليه أن يواجه النزاعات الانتخابية المثيرة للجدل في الولايات الجنوبية المعادة. اعترف الرئيس غرانت والنائب العام وليامز قانونيا بالسياسي بينكني بينشباك كأول حاكم ولاية أسود. وحكم وليامز أن سفينة فيرجينيوس، وهي سفينة تهرب السلاح استولت عليها إسبانيا أثناء قضية فيرجينيوس، لم يكن لها الحق في حمل العلم الأمريكي. بيد أنه قال أن إسبانيا ليس لها الحق في إعدام افراد الطاقم الامريكيين. تم ترشيحه من قبل غرانت لرئاسة المحكمة العليا، لكنه لم ينجح أمام تصويت مجلس الشيوخ، ويرجع ذلك في المقام الأول بسبب فصله لوكيل وزارة العدل الأمريكية في أوريغون أ. ج. جيبس الذي كان يحقق في مزاعم التزوير في انتخابات الولاية. 
في عام 1875، استقال وليامز من منصب النائب العام في ظل مزاعم حول تلقي زوجته أموال من شركة برات أند بويد للجمارك وذلك لإسقاط الدعوى المرفوعة عليها من قبل وزارة العدل. شارك ويليامز بعد استقالته في فرز أصوات فلوريدا للرئيس رذرفورد هايز في حل أزمة الانتخابات الرئاسية المثيرة للجدل عام 1876. عاد ويليامز بعدها إلى ولاية أوريغون، واستأنف عمله القانوني، وانتخب عمدة بورتلاند لفترتين من 1902 إلى 1905. ساند ويليامز حق المرأة في الاقتراع، كما دعا لوضع إجراءات الزواج والطلاق في يد المحاكم المدنية بدلا من الكنائس. وقد واجه الاتهامات وهو بعمر الثالثة والثمانين عندما كان عمدة بورتلاند لعدم تطبيقه لقوانين تقييد القمار. تمت تبرئته وخدم بقية فترة ولايته كعمدة. وفي 28 مايو 1905، ألقى العمدة وليامز كلمة في حفل افتتاح معرض لويس وكلارك بمناسبة الذكرى المئوية لرحلتهم. وكان وليامز ثاني آخر من بقي من أعضاء مجلس وزراء غرانت.